# Truncatella guerinii
Truncatella guerinii е вид коремоного от семейство Truncatellidae.

## Разпространение
Видът е разпространен в Австралия, Американска Самоа, Вануату, Индонезия, Мавриций, Мадагаскар, Маршалови острови, Микронезия, Нова Каледония, Палау, Папуа Нова Гвинея, Провинции в КНР, Реюнион, Сингапур, Тайван, Тайланд, Тонга, Фиджи, Филипини и Япония.